# Salvador Rodríguez Becerra
Salvador Rodríguez Becerra (Cortes de la Frontera, Málaga, 1943) es un antropólogo español.

## Biografía
Estudió en la Universidad de Sevilla, en la Escuela de Estudios Antropológicos de Madrid y en la Universidad de Pensilvania, EE. UU., donde fue becario Fullbright (1969-1970). Catedrático de Antropología Social de la Universidad de Sevilla fue así mismo Profesor Ayudante, Asociado, Adjunto y Titular de Universidad. Ha ejercido la docencia universitaria durante 41 años en la Universidad de Sevilla (Facultades de Filosofía y Letras y Geografía e Historia) en las materias de Antropología social y cultural, Etnología Regional de Andalucía y Antropología de la Religión. Pertenece a los comités científicos de numerosas revistas profesionales y ha dirigido la colección Demos de Antropología de la Editorial Signatura. 
Ha sido director del Grupo de Investigación y Estudios sobre la Religión de los Andaluces (GIESRA). Es miembro fundador de la Fundación Machado (1985) y su presidente entre 1994 y 2001. Dirigió la revista Demófilo (1987-2001) siendo distinguida con el Premio Olavidia “Margarita Folmerín” en 1999, por su orientación y atención a la cultura popular de Andalucía y el Premio Nacional de Folklore "Agapito Marazuela"(Segovia, 2001). Miembro del Consejo Asesor de Antropología y Patrimonio Cultural de la Asamblea de Extremadura (1986-1996), y del Centro de Investigaciones Etnológicas "Ángel Ganivet" de la Diputación de Granada (1993-1996).
Ha sido vocal de la Comisión Andaluza de Etnología de la Junta de Andalucía, director del Museo de Artes y Costumbres Populares de Sevilla (1989-1991), Investigador Principal del Centro de Estudios Andaluces (2008-2010) y es consejero del Instituto de Estudios Giennenses desde 1999. Ha asesorado las series de televisión "Fiestas de Andalucia", producidas por Estudio 1 para Canal Sur (1990-1993) con 59 programas, y de "Donde el viento da la vuelta", producida por Bética para Canal Sur (1992-1993), con 26 programas, e invitado en dos ocasiones al programa "La clave" (TVE2 y Antena 3).
Sus comienzos en la investigación fueron en la etnohistoria de América, pronto se centró en Andalucía en el campo de la religiosidad y las fiestas populares: exvotos, advocaciones y apariciones marianas, rituales, devociones y Semana Santa; últimamente ha estudiado las órdenes mendicantes, especialmente las franciscanas, como conformadoras de la religiosidad popular y realizado incursiones en el campo del patrimonio cultural, la vivienda y el urbanismo y el folclore. Ha reconceptualizado términos como el de religiosidad popular, supersticiones, milagros, santuarios, promesas y a los santos patronos como creadores de identidad. Ha organizado dos congresos desde perspectiva histórica y antropológica: Religiosidad popular (Álvarez, Buxó y Rodríguez Becerra, 1989) y Religión y Cultura (Rodríguez Becerra, 1999) de gran impacto entre los estudiosos de esta temática de España e Hispanoamérica y varios cursos especiales en Palma del Río y Andújar.  Ha sido declarado Hijo Adoptivo de Zahara de la Sierra (Cádiz) en 2022.

## Obra
Ha publicado, entre otros libros:
- Etnografía de la vivienda. El Aljarafe de Sevilla (1973)
- Encomienda y conquista. Los inicios de la colonización en Guatemala (1977)
- Exvotos de Andalucía. Milagros y promesas en la religiosidad popular (1980) en colaboración con José María Vázquez Soto.
- Guía de fiestas populares de Andalucía (1982)
- Las fiestas de Andalucía. Una aproximación desde la Antropología cultural (1985)
- Religión y fiesta. Antropología de las creencias y rituales de Andalucía (2000)
- La religión de los andaluces (2006)
- La Semana Santa en Caminos de Pasión. Guía histórica, artística y antropológica (2019), en colaboración con Salvador Hernández González.

Ha coordinado las obras: Trashumancia y cultura ganadera en Extremadura (1993), La Antropología cultural en Andalucía (1984), Religiosidad popular (1989, 3 vols.), Creer y curar: la medicina popular (1996), Antropología cultural en Extremadura (1989), Religión y cultura (1999), Proyecto Andalucía. Antropología (2001-2004, 12 vol.), Aportaciones de la Antropología Social y Cultural al conocimiento de Andalucía (2008), El fin del campesinado. Transformaciones culturales de la sociedad rural andaluza en la segunda mitad del siglo XX (2009) y Nos-Otros: miradas antropológicas sobre la diversidad (2010). 
Ha participado en numerosas obras colectivas como el Diccionario Histórico de las Calles de Sevilla, codirector (1993), 3 vols., obra premiada por el Ministerio de Cultura, Franciscanismo en Andalucía (varios volúmenes), y coordinado el Proyecto Andalucía. Antropología (2001-2004), 13 vols., entre otras. Ha publicado más de trescientos artículos y capítulos de libros e impartido conferencias patrocinadas por universidades españolas y diputaciones y ayuntamientos andaluces. La bibliografía completa de este antropólogo puede consultarse en los portales abajo citados 